# Genius

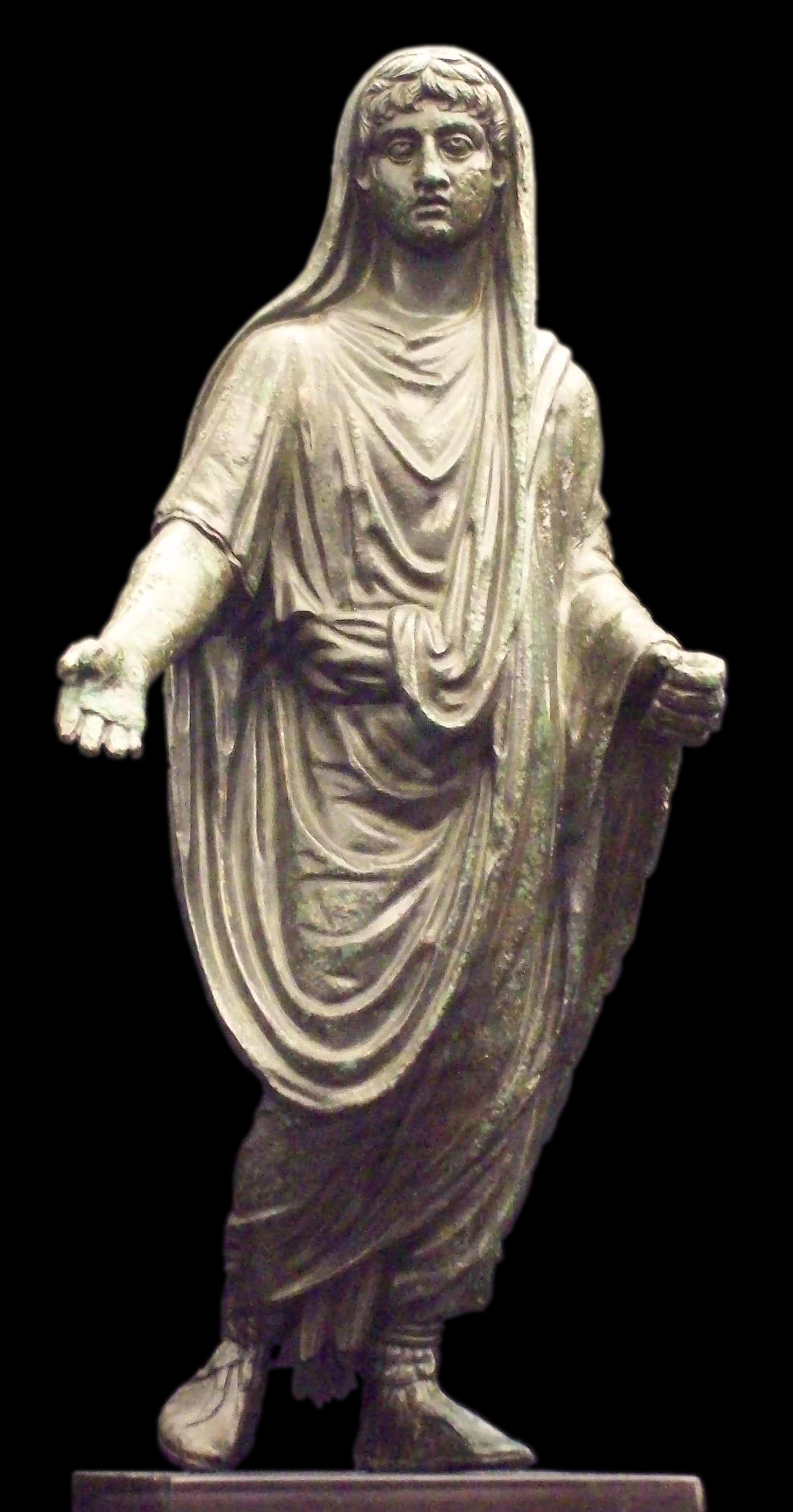
Genius de bronze del, en forma de paterfamilias.

Genius, en plural genii, en la religió romana, eren els esperits inherents a cada ésser i objecte. Hi ha antropòlegs que indiquen que es tracta d'una creença molt antiga, compartida amb altres cultures. Amb el temps va derivar, amb petits canvis, amb el concepte cristià dels àngels guardians, també invocats per obtenir protecció.

## Natura delsgenius
La capacitat racional i les habilitats de cada ésser humà eren atribuïdes al seu esperit particular o genius. Però no només els éssers vius tenien un genius, cada indret, especialment si era considerat un lloc poderós en tenia un (genius loci). Per tant, es parlava del genius d'un teatre, que feia que les representacions fossin aclamades, o del genius d'una vinya, que feia créixer un raïm bo, o del genius d'una festivitat, que feia que tot anés bé durant la celebració. Era molt important per a la mentalitat romana aconseguir el favor dels genis, per emprendre qualsevol cosa a les seves vides. Els déus també tenien el seu genius, que els atorgava el seu caràcter particular.

## Genis específics
Tot i que el terme genius es podia aplicar a qualsevol déu, la majoria de déus i llocs important tenien un genius amb nom propi. D'altra banda, es podia parlar del genius de qualsevol cosa, per insignificant que fos, com ara una porta o un carrer. Els genius tenien caràcter diví. Dels déus principals emanaven els genis presents en cada família: del de Júpiter, emanava la resta de "genius pare" i del de Juno tots els "genius mare". El genius de Juno era nomenat amb diversos noms:
- genius iugalis, del matrimoni
- genius matronalis, de les dones casades
- genius pronuba, de les núvies
- genius virginalis, de la virginitat

Es creia que perquè els genii actuessin a favor dels humans calia reverenciar els déus amb què estaven relacionats, per exemple, si es volia que protegissin un infant, calia retre culte a: Cuba ("deessa d'anar a dormir"), Cunina ("deessa protectora del bressol") i Rumina ("la deessa de l'alletament").

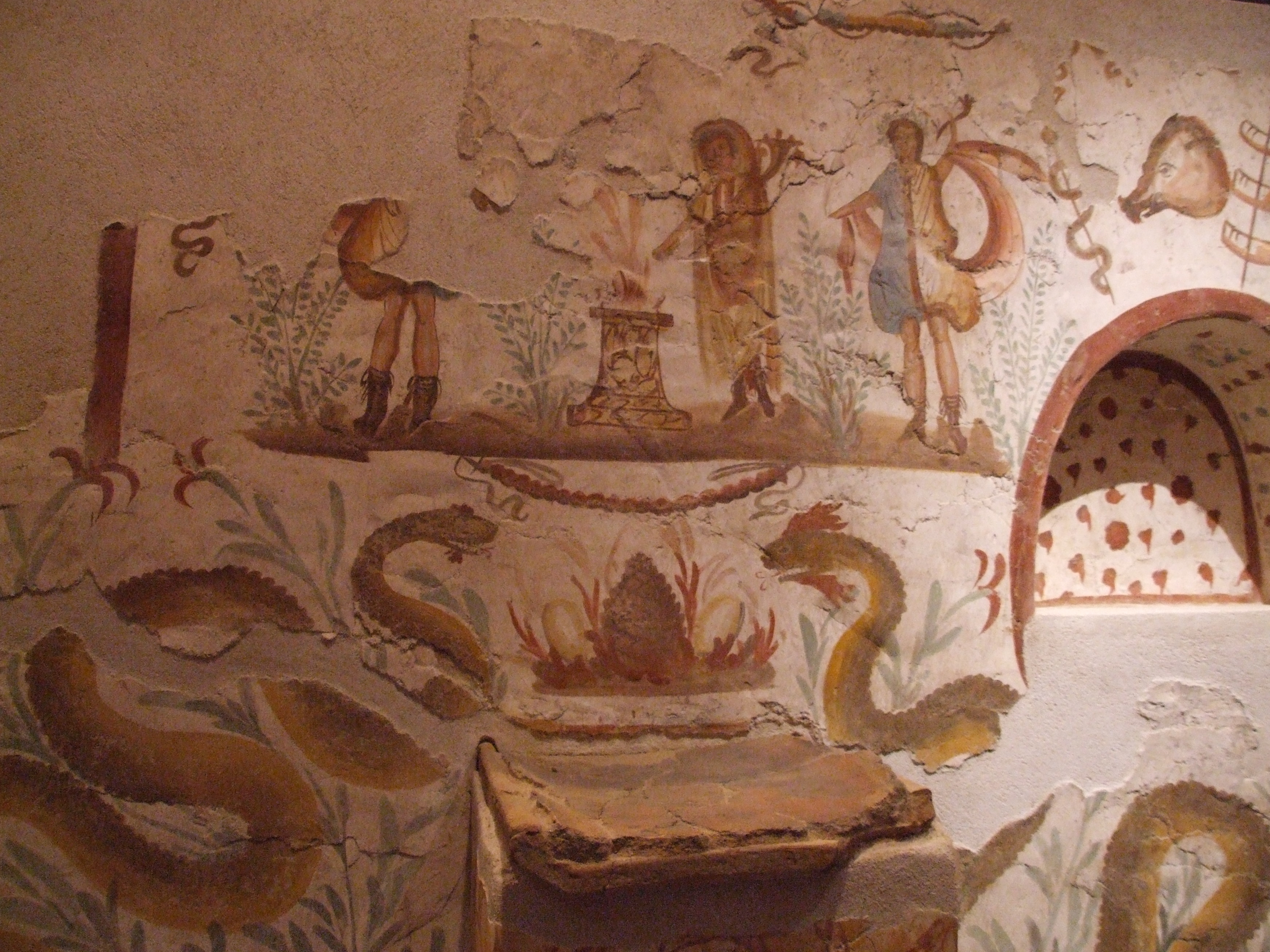
genius en un lararium de Pompeia

A les ruïnes de l'antiga Pompeia s'han trobat molts santuaris familiars (lararia) i a cada lararia sovint hi ha pintat el mateix tema: Dos lares, un a cada banda, servint a una figura central, el genius familiar. De vegades el genius només té al costat una imatge de Juno. En primer pla, dues serps avancen cap al genius. A la regió de Campània i a Calàbria encara es conserva el costum de tenir una serp a casa, si més no com a decoració, reminiscència de l'antiga idea que la serp és un genius bo que vigila les cases. En una de les cases de Pompeia, la Casa del centenari hi ha un dibuix del Vesuvi i a la part de baix una serp amb la paraula Agathodaimon", una expressió grega que significa "genius bo".

## El concepte de genius

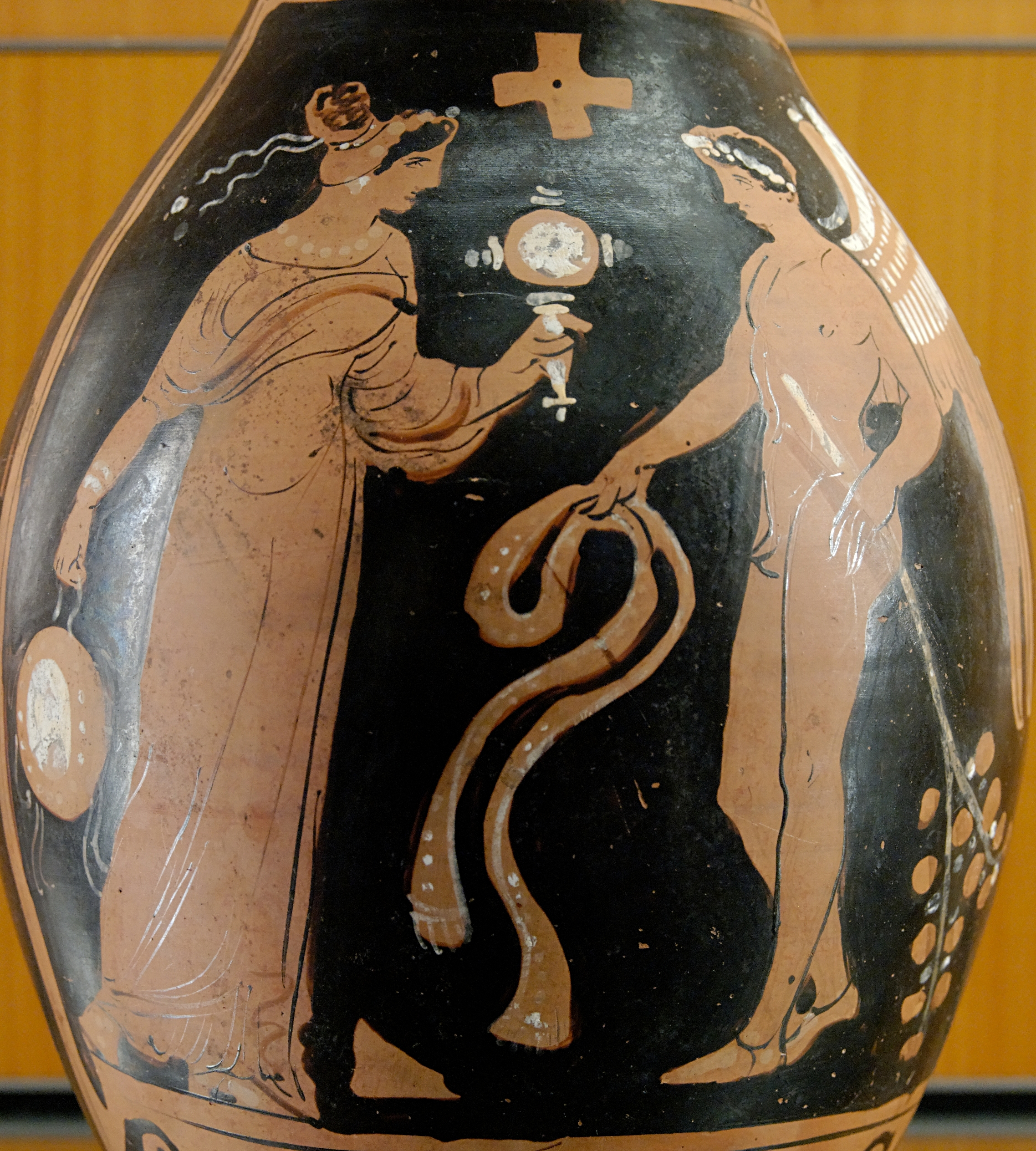
Genius amb ales davant d'una dona. Ceràmica del sud d'Itàlia, al voltant del 320 aC

### Origen
Etimològicament deriva de la mateixa arrel que el terme llatí gēns (amb les accepcions de «tribu», «gent»), aquesta arrel és una derivació de l'arrel d'origen indoeuropeu gen- amb l'aportació del significat de «produir». Per tant, originàriament expressava la naturalesa immanent d'un objecte, d'una classe d'objectes o d'esdeveniments els quals actuen o són percebuts com una suposada unitat amb capacitats potencials. Per a la mentalitat romana això no resultava paradoxal, ja que formava part de la misteriosa i inexplicable naturalesa dels déus. Així doncs, un i diversos esdeveniments podien ser atribuïts a un i a molts déus, tal com una persona podia ser ella mateixa però actuar de diferents maneres segons el genius que l'empenyés a actuar. Com a conseqüència d'aquestes creences, la força d'un jurament o una habilitat d'una persona són qualitats intrínseques a l'objecte i a la vegada atribuïbles al genius. Aquest concepte no és exclusiu dels romans, fins i tot no pot ser atribuït a la cultura de l'antiga Grècia (δαίμονες, dimonis), sinó que probablement es remunta a les civilitzacions prehistòriques, ja que està present en moltes cultures.

### En el període monàrquic
No es conserven textos de l'època dels reis, però autors posteriors narren històries que havien sentit sobre aquell temps en les quals es parlava de com els romans tenien en compte els genii. Per exemple, durant el regnat de Servi Tul·li, els tres germans Horacis es van enfrontar als germans Curiacis de la ciutat d'Alba Longa per evitar prendre una decisió a partir d'una guerra entre les dues ciutats. Durant la lluita els tres Curiacis van resultar malferits i dos dels Horacis van morir. El supervivent dels Horacis es va girar com si anés a fugir, llavors els Curiacis van anar per ell, però com que estaven molt tocats per les ferides no van actuar coordinadament i això va permetre a l'Horaci matar-los l'un després de l'altre. Quan tornava victoriós cap al bàndol romà, la seva germana que estimava un dels Curiacis, el va escridassar molt enrabiada i ell la va matar també. Aquest home va ser jutjat, el poble el va absoldre tenint en compte les circumstàncies, però el rei el va condemnar a expiar la seva culpa demanant perdó al genius de la germana i dels Curiacis i fent-li oferir sacrificis als déus.

### En l'època republicana
El genius apareix escrit per primera vegada en la literatura llatina durant aquest període. Un dels personatges d'una obra de Plaute anomenada "Els captius", malfia del seu genius perquè se suposa que tots dos tenen el mateix caràcter. Aquest personatge és un home tan avariciós que fa servir ceràmica barata de Samos per als sacrificis del seu genius, pensant que si li ofereix una de més bona estarà temptant el geni perquè la hi robi.
Horaci descriu el genius com «el company que controla l'estrella del naixement, la part bona de la natura humana, que és mortal per a cada persona i que té una expressió: blanca o negra.»

### Època imperial

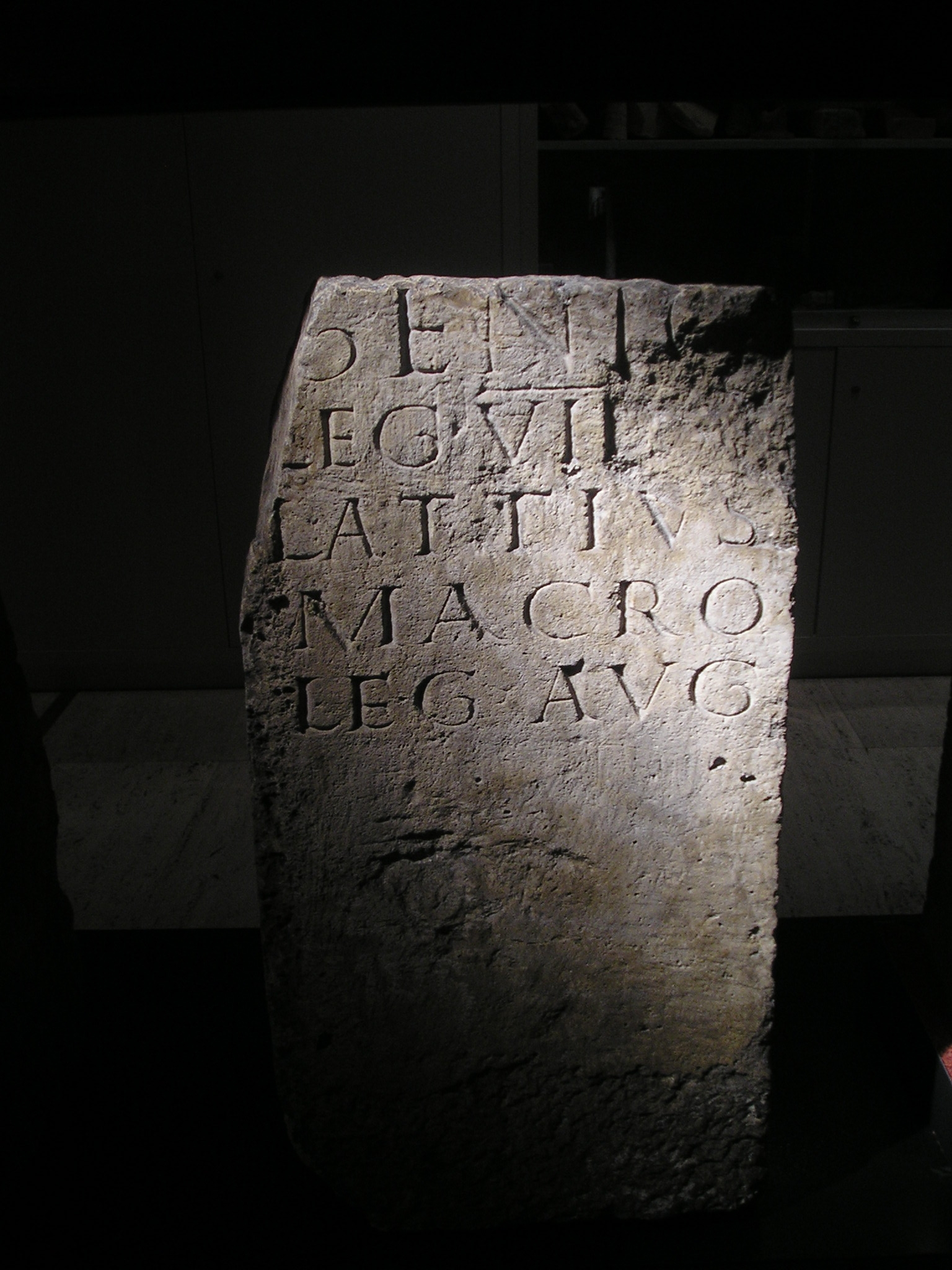
Inscripció en un altar dedicat al genius de la Legio VII Gemina oferta per L. Attius Macro (CIL II 5083)

Quan Gai Juli Cèsar Octavià, futur emperador August, va tornar victoriós de la batalla d'Àccium el senat va aprovar que en agraïment es fes un brindis en honor del seu genius a cada banquet que se celebrés a la ciutat, i es va atorgar caràcter diví per a l'esmentat genius. A partir d'ell el caràcter de genius diví va anar lligat al títol d'emperador i no a la persona, com en el seu cas.
Els soldats destinats en províncies van començar a estendre la idea que si honoraven el genius d'August, que era el cap de l'exèrcit, estaven propiciant el seu favor encara que ell no estigués present en cadascun dels destacaments. Hi han aparegut petits altars per tot l'imperi amb inscripcions que expressen aquesta idea. De vegades el seu nom està juntament amb el d'una altra divinitat romana i de vegades es fa servir l'expressió "genius del poble romà" per a referir-se al genius d'Agust.
Que la creença en els genius era encara molt present durant aquesta època es pot demostrar per algunes dedicatòries de làpides mortuòries que s'han trobat, per exemple: GPR (genio populi Romani,«al genius del poble romà»); GHL (genio huius loci, «al genius d'aquest lloc»); GDN (genio domini nostri, «al genius del nostre amo»), etc.
L'any 392 l'emperador Teodosi I el Gran va prohibir per llei el culte als Genii, Lares i Penates, sota condemna de traïció. Sembla, però, que el concepte estava tan arrelat que el curte dels antics genius es va transformar en el concepte cristià d'àngels amb unes poques modificacions.

## Monedes
A més de les làpides de l'època imperial, abans esmentades, s'han trobat al·lusions al genius en inscripcions de monedes de diverses èpoques. Per exemple en un denari d'Hispània de l'any 76–75 aC, amb les sigles GPR (Genius Populi Romani) a l'anvers; un aureus de Siscia (Croàcia) del 270–275, amb una imatge i la inscripció "GENIUS ILLVR" (Genius Exercitus Illyriciani, «genius de l'exèrcit d'Ilíria») al revers; un aureus de Roma, 134–138 amb una imatge d'un jove amb una cornucòpia i una safata per a sacrificis (patera) i la inscripció GENIOPR, (genio populi Romani, «al genius del poble de Roma») al revers.

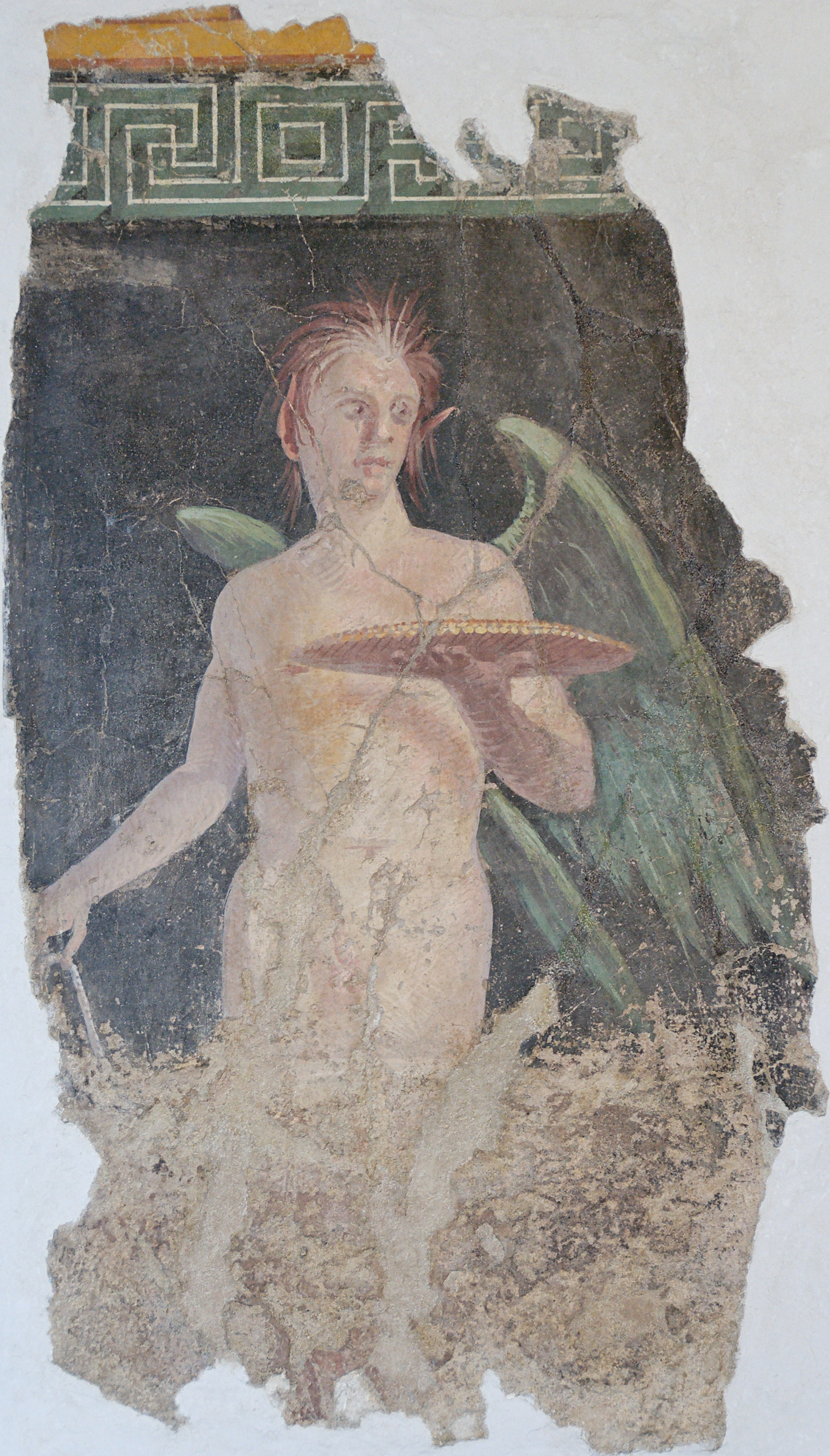
genius alat, prop de Pompeia,s. I aC
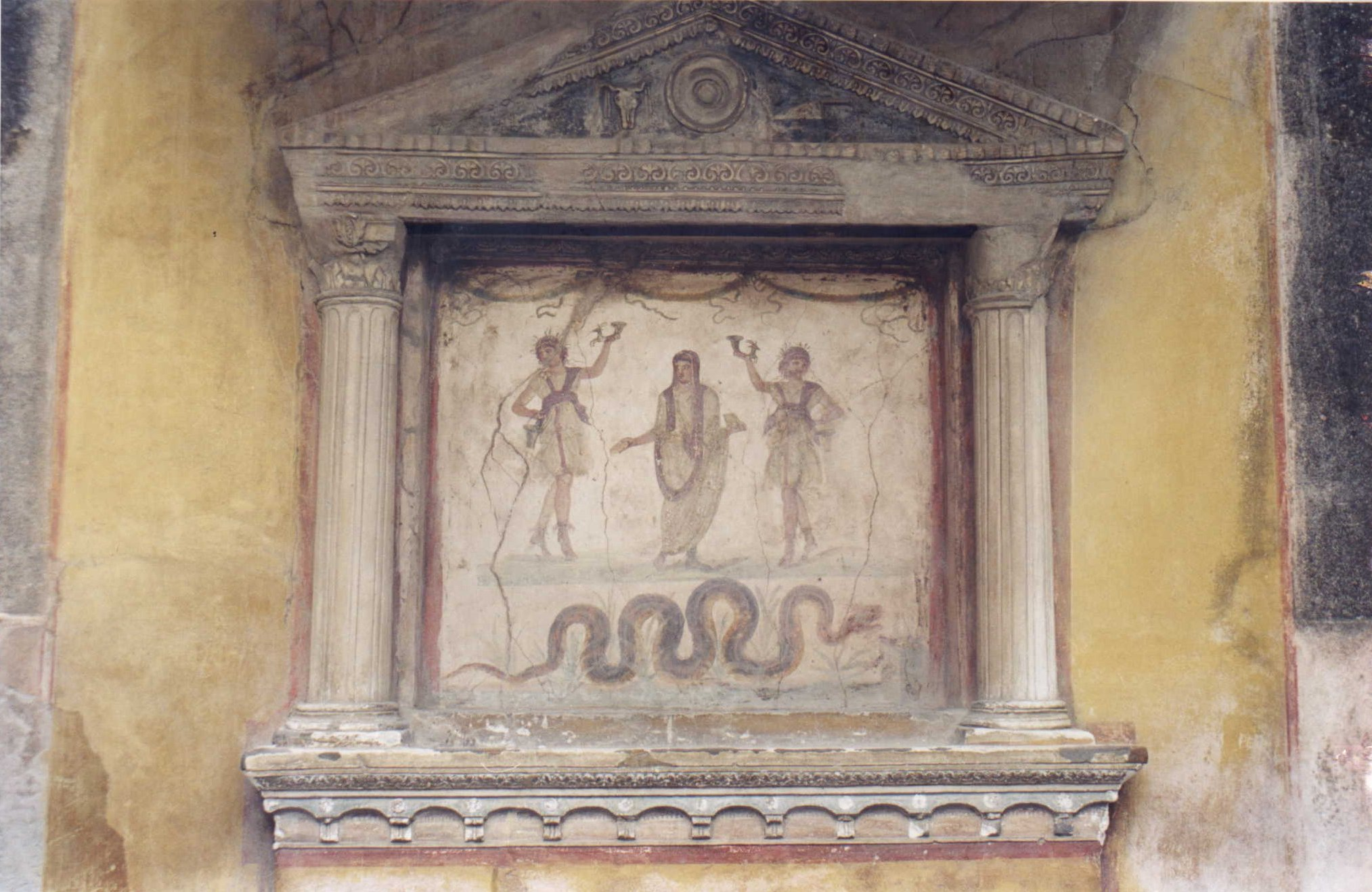
Casa dels Vettii, Pompeia
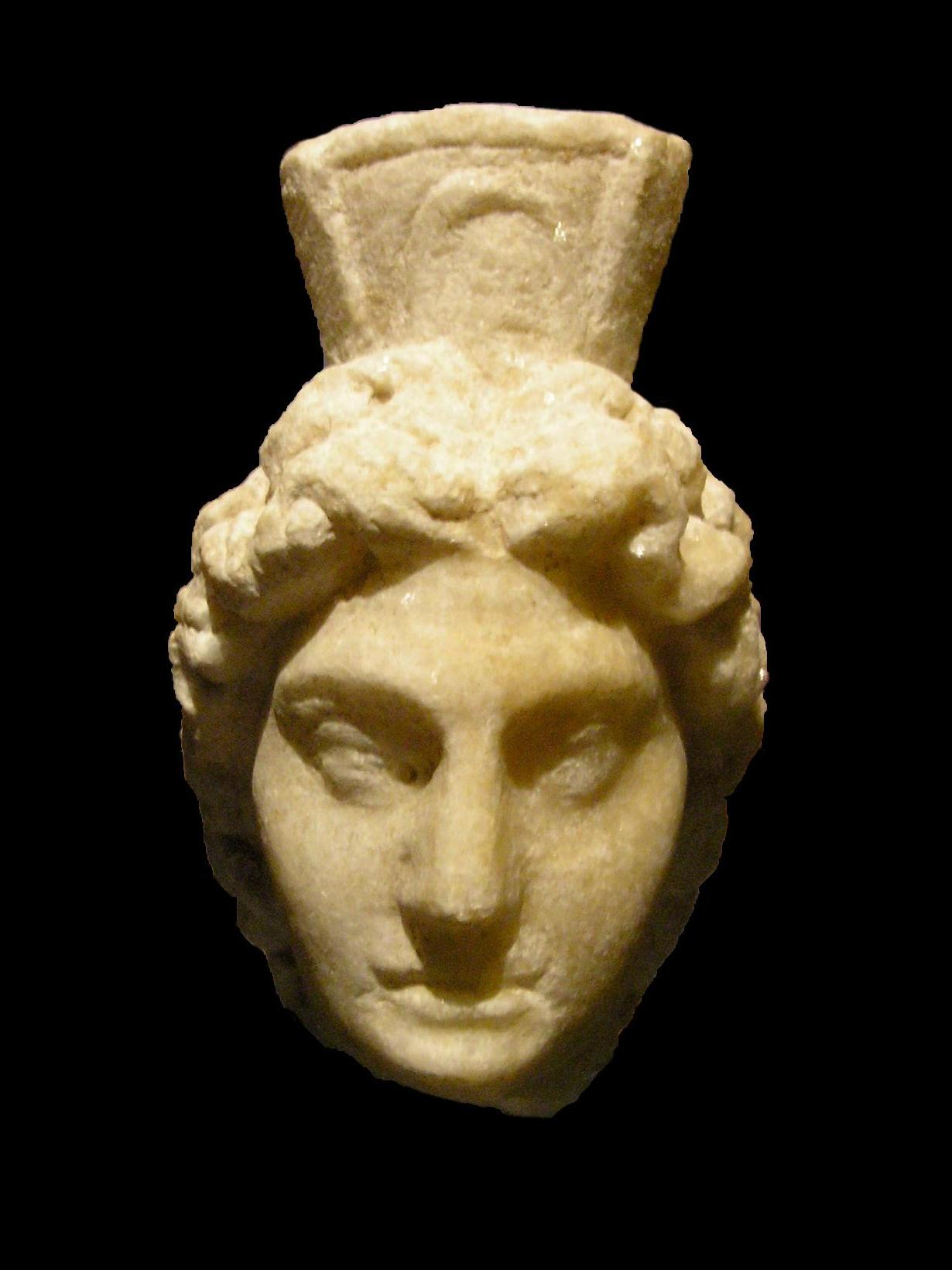
imatge de genius trobada a Vindobona(Viena), emprada pels soldats,s.II
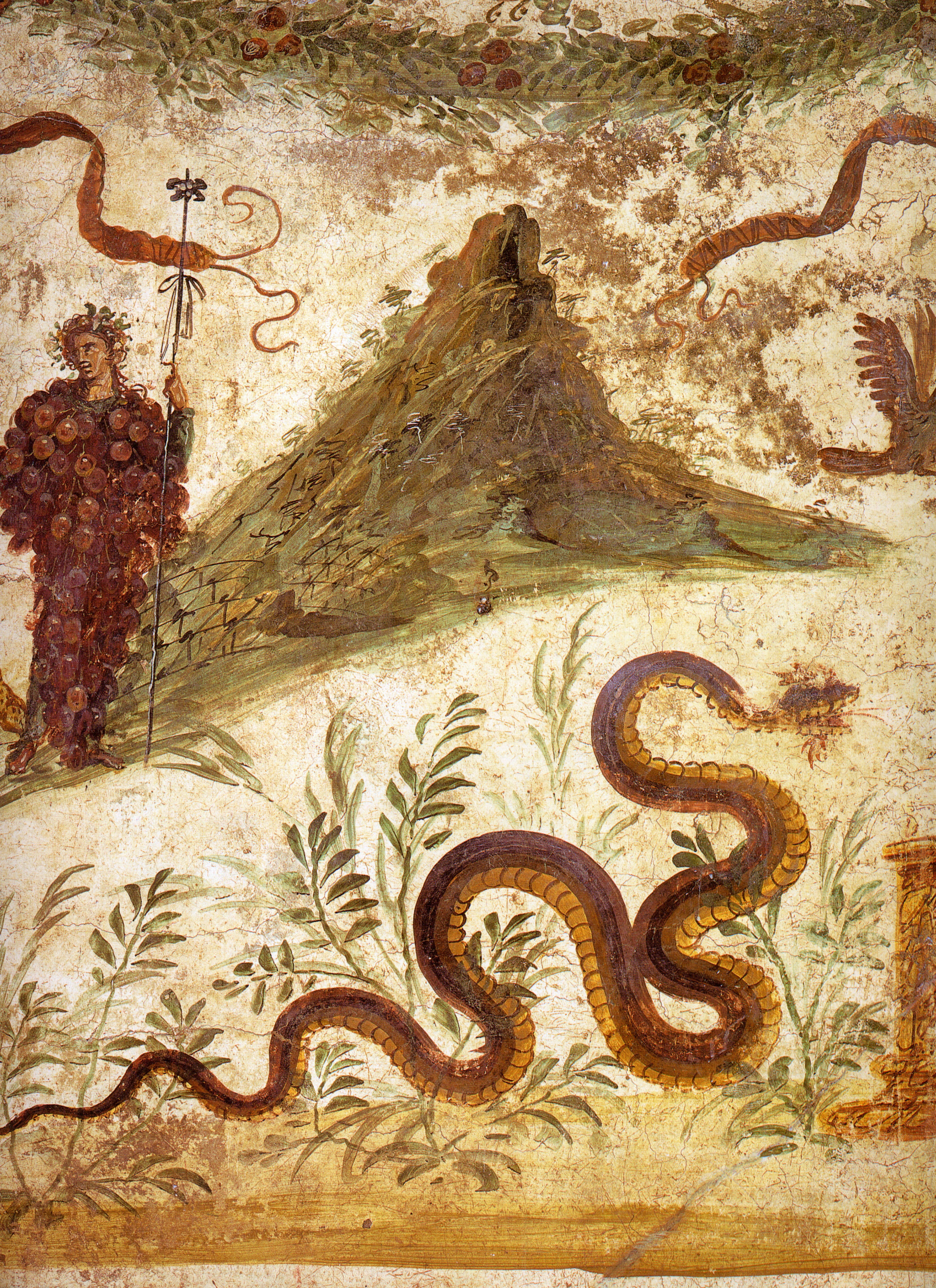
Agathodaemon